# 용성부대부인
용성부대부인 염씨(龍城府大夫人 廉氏, 1793년 7월 20일 - 1834년 3월)는 조선 후기의 왕족이다. 전계대원군의 첩으로, 철종의 생모이다. 그의 작위는 아들 철종이 즉위한 뒤에 내려진 것이다. 본관은 용담(龍潭)이다. 강화군 출신. 그녀의 가계는 한미하였고 외가 및 초기 행적은 미상이다.

## 생애

### 생애 초반
본관은 용담으로, 1793년 7월 20일 사후 증 대광보국 의정부영의정에 추증된 염성화(廉成化 다른 이름은 星華)와 상주지씨의 딸로 태어났다. 아버지 염성화와 할아버지 염덕석(廉德碩)은 관직이 없는 평민이었고, 할아버지 염덕석의 의정부좌찬성의 벼슬 역시 사후 추증된 것이다. 그녀의 가계는 한미했는데, 아버지 염성화는 관직이 없었다. 할아버지 염덕석이 생전에 사과를 지냈고, 증조할아버지 염상임이 생전에 통정대부를 역임한 것이 전부였다. 후일 철종 즉위 후 증조부 염상임은 증 이조판서, 할아버지 염덕석은 증 의정부좌찬성, 아버지 염성화는 증 의정부영의정에 추증되었다. 한편 근처 강화도에 살던 염종수(廉宗秀)는 호적신고를 할 때 자신을 염성화의 아들이자 철종의 외척으로 사칭했다가 발각되어 처형되기도 했다.
그녀의 친정 선조들의 묘소는 강화군 양도면 하일리 일대와 강화군 송산에 있었다 하며, 증조할아버지 염상임의 묘소를 강화군 선원면 냉정리 70-46에 안장하면서 조부와 친정아버지의 묘소도 인근에 조성되었다. 친정 오빠는 3명이 있었는데 그 중 염보길을 제외하고는 이름이 실전되었다. 그밖에 천안김씨 김경영에게 시집간 친 언니가 1명 있었다. 증조부 이후로 할아버지와 아버지의 형제들에 대한 기록은 나타나지 않고 있다.
그녀의 외가는 불분명하였는데, 강화도 지역의 전승에 의하면 염씨는 생애 초년에 함바집 주모였다는 전승이 있다. 후일 왕실에서 작성한 왕실의 8고조도에서도 그의 외가쪽은 다소 불확실하였다. 외할아버지 상주지씨 지우영(池右英), 외할아버지의 외할아버지인 김해김씨 김동악(金東岳) 등의 이름이 전하지만 이들은 모두 관직이 없어 학생으로 기술되었다. 그밖에 염씨의 외할머니의 친정아버지의 이름은 나타나지 않는다.

### 생애 후반
염씨는 은언군의 서자로 후일 전계대원군(全溪大院君)에 추증된 이광의 첩이 되었다. 전계군의 본부인 최씨와의 생활 및 관계는 알 수 없지만 조선왕조실록의 철종의 행장을 보면 철종이 '어릴 적에 완양(完陽)·용성(龍城) 두 부대부인(府大夫人)을 섬김에 있어 전혀 차이가 없었다'고 기술해놓았다. 1830년(순조 30) 연좌제때문에 강화도에 있던 이광은 순조의 특별명령으로 석방되었고, 당시 이광에게는 정실인 완양부대부인 최씨와 첩이 몇인 있었다. 전계대원군 이광과의 사이에서 아들 이원범(李元範)을 낳았는데, 이가 곧 철종이다. 철종은 즉위 후 자신의 외조부부터 외가 5대 조상과 외삼촌 3명에게 증직을 추서하였다.
본래 전계대원군은 은언군의 서자인데다가 은언군이 상계군 사건과 부인 송씨, 며느리 신씨 사건 등에 연루되어으므로 작위를 받지 못했다. 철종이 즉위한 뒤 남편이 전계군의 작위를 받은 뒤 다시 전계대원군으로 추봉되면서 1849년(철종 즉위년) 6월 23일에 용성부대부인에 봉작되었다. 강화지역 전설에 의하면 철종은 가난했던 그의 친외가에 강화군 선원면 냉정리에 전답 3천 평을 내려주었다 한다. 강화군 선원면 냉정리에는 1853년(철종 4년) 철종이 강화유수 정기세(鄭基世)에게 명하여 집한채를 건립하였다 하며 그의 친정오라비 염보길이 거주했다 한다.
처음 전계대원군의 장인과 처조, 처증조부를 영의정, 좌찬성, 판서로 각각 추증하는 일을 놓고, 한미했던 염씨의 친정 대신 이름있던 가문인 전계대원군의 본처 전주최씨의 친정만 증직하자는 논의가 나왔다가, 생가도 추증해야 한다는 반론이 나와 첩 염씨의 친정 3대도 증직이 내려졌다.

### 사후
처음 한성부 홍은동에 안장되었다가, 후에 경기도 양주군 수동면 답동리 경좌(庚坐), 인릉방향으로 가는 길 옆에 이장되었다가, 다시 경기도 포천군 주내면 선단리(현 포천시 선단동) 산11번지 해룡산, 전계대원군과 완양부대부인 최씨가 합장된 묘소 왼쪽 아래 언덕으로 이장되었다.
이후에도 그의 친정은 별로 알려지지 않았다. 고종 때에는 그의 친정조카 염호관이 궁내부 주사를 지냈고, 종증조부 염상욱의 증손자이며 8촌 동생이 되는 염재흥(廉在興)도 궁내부 주사를 지냈다.

## 가계
- 고조부: 염한수(廉漢守), 통정대부 승정원좌승지 겸 경연참찬관
- 고조모: 광산김씨
  - 종증조부 : 염상욱(廉尙旭)
- 증조부: 염상임(廉尙任), 생전 관직은 통정대부, 외고손 철종에 의해 증 자헌대부 이조판서로 추증되었다.
- 증조모: 전주이씨, 감찰 이인언(李仁彦)의 딸
- 할아버지 : 염덕석(廉德碩, 1754년 ~ ?)
- 할머니 : 김해김씨, 김동악(金東岳)의 딸
- 친정아버지 : 염성화(廉星華, 1795년 7월 12일 ~ ?년 6월 5일)
- 친정어머니 : 상주지씨(1791년 10월 25일 ~ ?년 7월 20일), 지우영(池右英)의 딸
  - 친정오라비 : 염보길(廉補吉, 생몰년 미상)
  - 올케 : 광산김씨
    - 친정 조카 : 염호관(廉鎬寬, 1867년 ~ ?)
    - 조카며느리 : 광산김씨(1863년 ~ ?), 김재춘(金在春)의 딸
      - 종손 : 염석영(廉錫永, 1886년 2월 9일 ~ ?년 1월 2일)

  - 친정오라비 : 2명, 이름1 미상
  - 친정언니 : 염씨
  - 형부 : 김경영(金敬永), 천안김씨
- 외할아버지 : 지우영(池右英)
- 진외증조부 : 김동악(金東岳)

- 남편 : 전계대원군 이광(全溪大院君 李㼅, 1785년 4월 29일/음력 3월 21일 ~ 1841년 12월 14일/음력 11월 2일), 염씨는 전계군의 첩이었다.
  - 아들 : 철종(哲宗, 1831년 7월 25일(음력 6월 17일) ~ 1864년 1월 16일(1863년 음력 12월 8일))

## 기타
그녀의 묘비명은 1851년(철종 3) 김좌근이 짓고, 훗날의 고종의 생부가 되는 흥선군 이하응의 글씨체로 썼는데 내용은 간략하다.

## 같이 보기
- 용흥궁
- 완양부대부인 최씨
- 전계대원군
- 전산군부인 이씨
- 철종